# 해밀턴 국제공항
해밀턴 국제공항(영어: Hamilton International Airport, IATA: HLZ, ICAO: NZHN)은 해밀턴에 위치한 뉴질랜드의 공항으로 현재 해밀턴 국제공항은 2개의 국내선 및 2개의 국제선을 운항하고 있다.

## 운항 노선

### 국내선
| 항공사        | 목적지                 |
| ------------- | ---------------------- |
| 에어 뉴질랜드 | 크라이스트처치, 웰링턴 |

### 국제선
| 항공사 | 목적지             |
| ------ | ------------------ |
| 젯스타 | 시드니, 골드코스트 |

## 같이 보기
- 뉴질랜드의 항공사 목록